# DAF LF
Le DAF LF est un camion conçu essentiellement pour circuler en milieu urbain ou pour un trafic régional. Il partage sa cabine avec le Renault Midlum et le Volvo FL. 

## Configurations
Le DAF LF est disponible en plusieurs configurations de porteur et tracteur. 
- La gamme LF 45, la plus petite, composée des modèles E8 à E12 de 7.5 à 12t de PTC, avec roues de 17.5"
- La gamme LF 55, composée des modèles E12 à E15 de 12 à 15t de PTC roues de 19.5". Une version tracteur 28t de PTRA est disponible.

## Moteurs
Les DAF LF sont équipés aux choix des moteurs PACCAR/Cummins de la série FR/ISB (4 cyl. 4,5 L) pour les LF45 jusqu'à 185 ch et GR/ISB (6 cyl. 6,7 L) pour les modèles LF45 à partir de 224 ch jusqu'à 286 ch sur LF55. 